# 缘毛橐吾
缘毛橐吾（学名：Ligularia liatroides）是菊科橐吾属的植物，为中国的特有植物。分布在中国大陆的西藏、四川等地，生长于海拔2,890米至4,450米的地区，多生长在林缘、灌丛草甸、河滩、沼泽地以及高山草地，目前尚未由人工引种栽培。

## 异名
- Ligularia platyphylla Hand.-Mazz.